# راجية عمران
راجية عمران هي ناشطة حقوق الإنسان، محامية، وناشطة حقوق المرأة. حصلت على جائزة جائزة روبرت ف.كينيدي لحقوق الإنسان، شنَت حملة ضد ختان الإناث، دافعت عن المتظاهرين السياسيين أثناء احتجاجات الربيع العربي.

## خلفيتها
راجية عمران هي محامية مصرية، ولديها خبرة أكثر من عشرين سنة في مجال الحسابات والتعاملات البنكية. عملت في القنصلية الوطنية المصرية لحقوق الإنسان لمدة أربع سنوات. وهي عضو مؤسس في "جبهة الدفاع عن المتظاهرين في مصر ولا للمحاكمات العسكرية للمدنيين"، وهم مجموعتان تقدمان المساعدة القانونية المجانية والدعم لعائلات المعتقلين، كما عملت كمتطوعة لفترة في مركز هشام مبارك القانوني الذي يقدم المساعدة القانونية المجانية لضحايا التعذيب والاعتقال التعسفي. هذا وبالإضافة إلى عملها كمحامية في بعض الشركات، كما أنها عضو نشط في العديد من منظمات المجتمع المدني المصرية، شغلت منصب رئيس مؤسسة المرأة الجديدة منذ عام 2005 حتى عام 2008، وهي أيضًَا عضو في Shayfeencom، وهي منظمة غير حزبية وغير ربحية ترتكز على مراقبة الانتخابات وشفافيتها.

## الجوائز
تم اختيارها في العاشر ديسمبر عام 2017 من بين 15 مدافعاً عن حقوق الإنسان من جميع أنحاء العالم لاستلام الجائزة الفرنسية الألمانية لحقوق الإنسان وسيادة القانون.